# حوشا (المفرق)
حوشا منطقة سكنية تقع في لواء البادية الشمالية الغربية، محافظة المفرق في الأردن. تنتمي المنطقة لقضاء حوشا الذي يضم 11 منطقة. يقدر عدد سكانها بـ 2558 نسمة حسب إحصاء 2015.

## الطبيعة الجغرافية
تقع منطقة حوشا على قمم سلسلة من الجبال حيث اقام فيها أبنائها مُنذ القدم، والآن أصبحت ممتدة الاطراف.

## مناصب
تتميز بلدة  حوشا بوجود عدد كبير من المناصب من ابنائها منهم:
- الشيخ سعود القاضي [2]

- نايف سعود القاضي
- طراد سعود القاضي
- حاكم سعود القاضي
- مازن تركي القاضي

## الوصلات الخارجية
- دائرة الاحصاءات العامة